# Live in Glasgow
Live in Glasgow est un DVD enregistré par le groupe musical New Order (sortie en 2008). Filmé à la Glasgow Academy en 2006, il comprend 18 chansons, dont quatre de Joy Division, entrecoupées de commentaires des trois membres fondateurs. Le coffret contient aussi un DVD extra des archives personnelles du groupe, dont des extraits de concerts des années 1980 à Glastonbury, Rome, Cork, Rotterdam et Toronto.
Le DVD du concert à Glasgow est intéressant et semble bien capturer l'atmosphère du moment, avec la réserve habituelle pour un groupe électro que le son « live » fait perdre de leur acuité à ces pièces très maîtrisées. Le 2e DVD ne sera peut-être pertinent que pour les mordus du groupe. Pour les personnes plus auditives que visuelles, la compilation Retro pourrait être plus adéquate pour découvrir ce groupe.

## DVD 1 (Chansons)
1. "Crystal"
2. "Turn"
3. "True Faith"
4. "Regret"
5. "Ceremony"
6. "Who's Joe"
7. "These Days"
8. "Krafty"
9. "Waiting for the Sirens' Call"
10. "Your Silent Face"
11. "Guilt is a Useless Emotion"
12. "Bizarre Love Triangle"
13. "Temptation"
14. "Perfect Kiss"
15. "Blue Monday"
16. "Transmission"
17. "Shadowplay"
18. "Love Will Tear Us Apart"

## DVD 2 (Rare and Unseen Footage)
Celebration 1981
1. "Ceremony"
2. "I.C.B."
3. "Chosen Time"

Glastonbury 1981
1. "Senses"
2. "Procession"
3. "The Him"

Rome 1982
1. "Ultraviolence"
2. "Hurt"

Cork 1983
1. "Leave Me Alone"
2. "Everything's Gone Green"

Rotterdam 1985
1. "Sunrise"
2. "As It Is When It Was"
3. "The Village"
4. "This Time of Night"

Toronto 1985
1. "We All Stand"
2. "Age of Consent"
3. "Temptation"

Shoreline 1989
1. "Dream Attack"
2. "1963"

Hyde Park Wireless
1. "Run Wild"
2. "She's Lost Control"